# Microfono

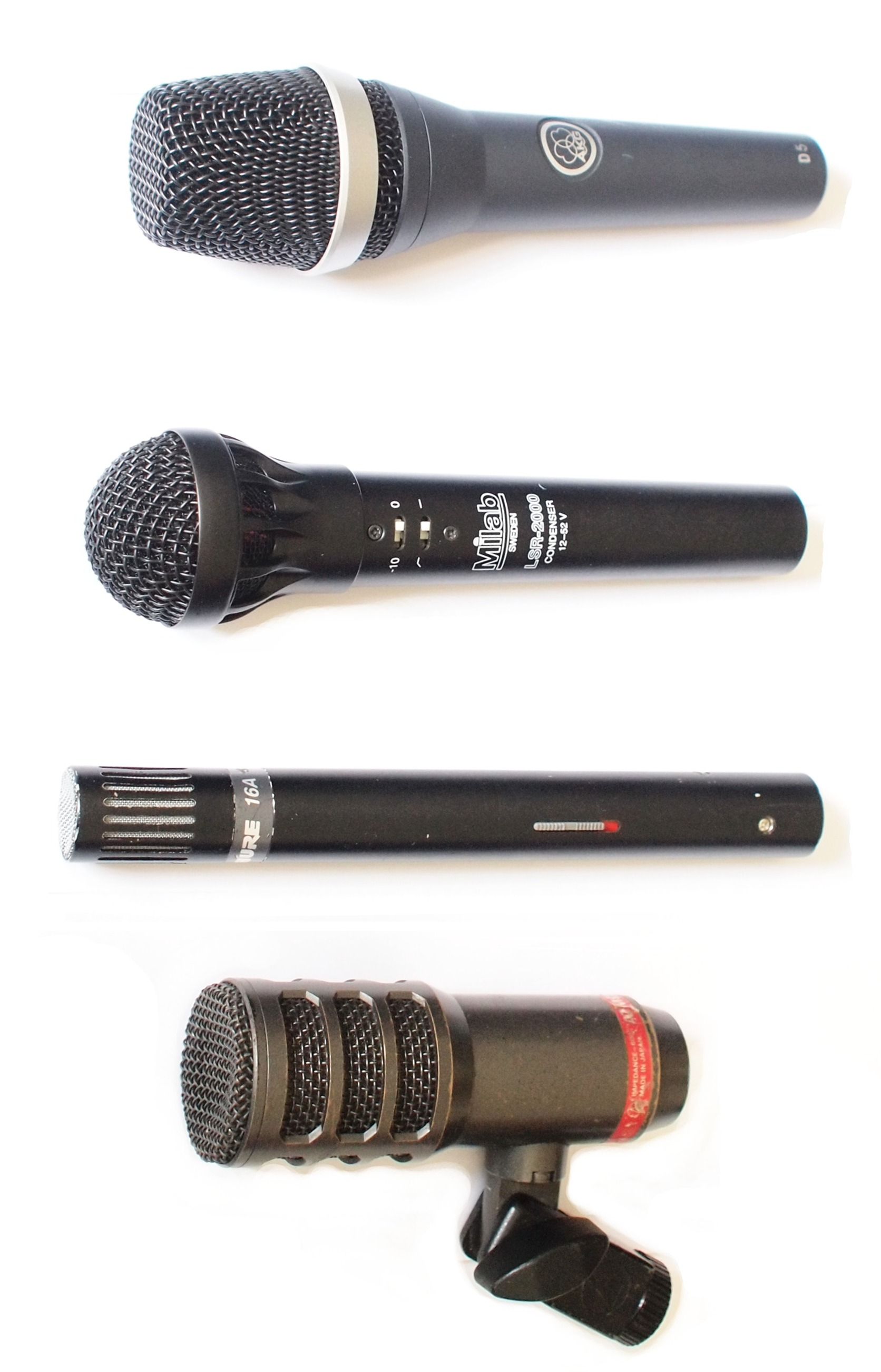
Alcuni esempi di microfono.

Il microfono (dal gr. μικρός "piccolo" e ϕωνή "suono") è un trasduttore di tipo elettroacustico in grado di convertire le onde di pressione sonora (normalmente captate nell'aria) in segnali elettrici (per vari scopi), ma più generalmente in segnali audio per scopi sonori.
Il primo microfono fu inventato nel 1876 da Emile Berliner, ingegnere tedesco emigrato negli Stati Uniti nel 1870. Berliner cercava un metodo per migliorare la trasmissione della voce nei primi sistemi telefonici. La sua invenzione, basata su un trasduttore a carbone, permise di amplificare il suono con maggiore chiarezza e sensibilità. Il microfono di Berliner pose le basi per lo sviluppo della radio, della registrazione audio e delle telecomunicazioni moderne.
Il microfono è una tipica sorgente sonora e trova applicazione nell'ambito delle telecomunicazioni; in particolare nella telefonia, nel mondo dello spettacolo (musica, radio, televisione, cinematografia), ma anche nei sistemi di rilevamento di onde sonore, come i sonar o i sensori acustici.

## Tipi di microfono
Esistono diversi tipi di microfono che basano il proprio funzionamento su differenti tecnologie e metodi di conversione, e che vengono classificati e scelti in base al tipo di utilizzo più opportuno e adeguato all'esigenza.
I microfoni possono essere classificati in base a:
- tipologia del sistema meccanico (funzionamento del trasduttore): a membrana, a nastro o a cellula;[3][4]
- grandezza oggetto della trasduzione: a pressione, a gradiente di pressione, a spostamento o a velocità;[3][4]
- principio di trasduzione: a variazione di resistenza, elettromagnetici (o magnetici o dinamici), elettrostatici o piezoelettrici;[3][4]
- necessità o meno di alimentazione (passivi o attivi): dinamici o a condensatore (alimentati);[4]
- posizionamento e distanza d'uso: si trovano i microfoni Lavalier (da bavero o collarino, con riferimento ai vecchi, pesanti microfoni che venivano appesi al collo mediante un cordino come una collana), ad archetto (da guancia o rima buccale o da fronte, meno sensibile al disturbo ambientale), palmari o cosiddetti a gelato (vanno impugnati e permettono una grande resistenza dinamica), da stativo (da sistemare e fissare su aste, generalmente più sensibili, e a varie direzionalità specifiche).

e alle caratteristiche più tecniche, in base a:
- sensibilità acustica: la capacità di captare i segnali acustici e trasformarli in segnali elettrici utilizzabili, in genere misurata in mV/bar;[3]
- curva di risposta: diagramma che descrive la variazione della sensibilità in funzione della frequenza dell’onda sonora;[3]
- direzionalità e figura polare: unidirezionali, bidirezionali, omnidirezionali, a fucile o a cannone, ecc;[3][4]
- impedenza: figura di impedenza elettrica in base alla frequenza o valore di impedenza nominale, in genere misurata a 1 kHz;[3]
- rumore di fondo: o segnale elettrico generato in assenza di segnale sonoro, dovuto a varie cause e dato in genere come rapporto tra ampiezza massima del segnale e ampiezza del rumore generato, misurato in dB;[3]

Per il funzionamento del microfono ci si può basare su diversi principi, di conseguenza variano anche le tecniche necessarie alla sua realizzazione. 
Le varie tipologie possono essere:

### Microfono a resistenza
Questo tipo di microfoni non vengono più utilizzati o solo raramente in strumenti tecnici specifici.

#### Microfono a carbone

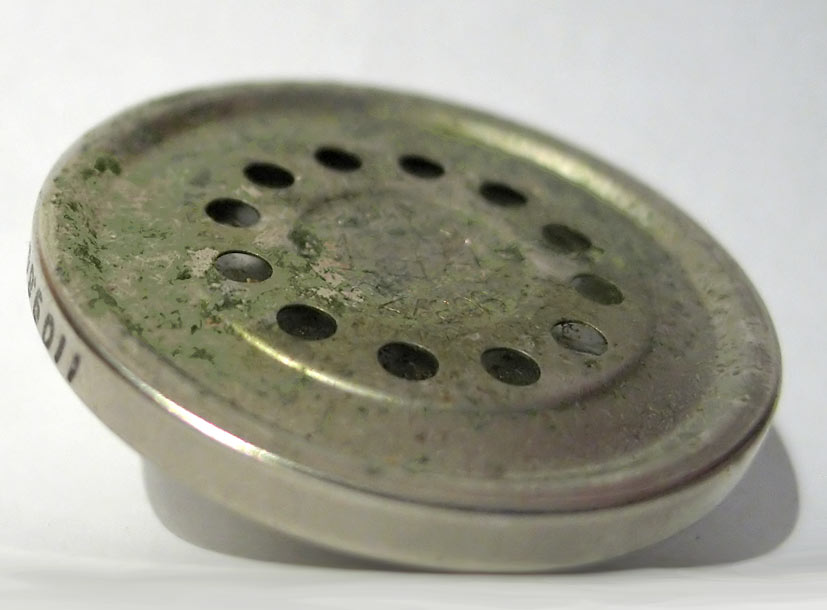
Antica capsula microfonica a carbone

Caduto ormai in disuso, il microfono a carbone sfrutta la variazione di resistività di granuli di carbone sottoposti a compressione meccanica dalla sottile membrana che chiude la capsula che li contiene. Economico da costruire, può tuttavia coprire un campo di frequenza molto limitato. Erano di questo tipo i primi microfoni radiofonici (quelli in stile anni '30, presenti in film datati), ma anche le capsule microfoniche adottate per i telefoni a cornetta in uso fino agli anni '80; agitando tra le dita la capsula, è percepibile il movimento dei granuli.

### Microfono dinamico
Il microfono dinamico è strutturalmente simile ad un piccolissimo altoparlante, con funzionamento inverso: sfrutta il fenomeno dell'induzione elettromagnetica per convertire il movimento di una membrana (la parte destinata a raccogliere le pressioni sonore, normalmente costituita da una pellicola di mylar, poliestere dello spessore di pochi decimi di millimetri) in forza elettromotrice, grazie ad un avvolgimento di filo conduttore sottilissimo meccanicamente fissato alla membrana stessa chiamato bobina mobile. Tale struttura è immersa nel campo magnetico generato da un nucleo di magnete permanente. Il movimento della bobina mobile nel campo magnetico genera, ai capi del filo di cui è composta, una tensione elettrica alternata proporzionale all'ampiezza dei movimenti dell'avvolgimento e quindi, in definitiva, alla magnitudo del segnale acustico: questa tensione costituisce il segnale elettrico audio il quale, tramite un cavo oppure via radio, viene trasferito al preamplificatore. Spesso si usa un mixer audio, al cui interno sono presenti i preamplificatori.

#### Microfono a nastro
Usa un nastro sottile, a volte ondulato, sospeso in un campo magnetico. Il nastro è collegato all'uscita audio del microfono da un circuito elettrico cosicché le sue vibrazioni nel campo magnetico possano generare un segnale elettrico. Sia il microfono a nastro che quello a bobina mobile hanno in comune la caratteristica di produrre il suono per induzione magnetica.

### Microfono elettrostatico
Il microfono elettrostatico si basa sulla variazione di carica elettrica di una condensatore polarizzato o un elettrete a carica permanente. Da qui i due termini più conosciuti di microfono a condensatore e microfono a elettrete.

#### Microfono a condensatore
Il funzionamento del microfono a condensatore si basa sulla variazione di tensione ai capi di un condensatore, di cui un'armatura è fissa e l'altra è costituita dalla membrana mobile del microfono stesso. Alla membrana è fornita una quantità di carica {\displaystyle Q=V\cdot C}: essendo la carica costante, poiché la tensione di polarizzazione è fornita attraverso una resistenza solitamente di 1 ohm, ogni piccola variazione della distanza fra le armature dovuta alla vibrazione della membrana provoca una variazione della capacità che produce una variazione di tensione. Il microfono a elettrete (è spesso usato anche il termine anglosassone electret) si basa sullo stesso principio, ma il campo elettrico è fornito da un elettrete, ovvero un materiale isolante in cui è intrappolata una carica elettrica.
Entrambi per funzionare necessitano di un piccolo circuito elettronico adattatore di impedenza. Tale circuito deve essere alimentato: per questo si può usare una batteria, ma spesso si preferisce fornire l'alimentazione tramite lo stesso cavo microfonico (alimentazione Phantom). Esistono diversi standard a cui il circuito può aderire, tra cui alimentazione a 12 volt "T" negativa o positiva e alimentazione phantom 12 positiva o negativa o +48V. Alcuni microfoni sono composti da due moduli separati: il modulo di alimentazione (con batteria da pochi volt, fino ai 48 volt o Phantom) e il modulo microfono vero e proprio che può essere ad una, due o quattro celle, per distanze piccole, medie e grandi.
La capsula del microfono a condensatore, avendo caratteristiche di alta sensibilità, si presta anche a rilevare suoni a grande distanza: per tale uso è possibile accentuare le caratteristiche direzionali del microfono, montando la capsula all'interno di tubi progettati e calibrati per ottenere determinate interferenze additive e sottrattive.
Viene spesso impiegato nelle riprese musicali sia negli studi di registrazione che dal vivo e nella sonorizzazione di film durante la presa diretta e nel doppiaggio. Altri impieghi del microfono a condensatore sono: conferenze, televisione (microfoni lavalier e capsule per radiomicrofoni), traduzioni simultanee ecc.

#### Microfono a elettrete
Il microfono lavalier è un tipo di microfono a elettrete, molto usato nelle trasmissioni televisive. Si fissa, grazie ad una pinzetta o una calamita, sul vestito di chi lo usa, oppure appeso al collo con una collanina di corda. Ha il pregio di poter lasciare le mani libere e soprattutto di mantenere costantemente la stessa distanza dalla sorgente sonora, ma soffre del classico difetto di produrre suoni indesiderati quando entra in contatto con il vestito, le collane o i vari oggetti dell'utente, anche se molto dipende dalla qualità, tipologia e soprattutto da come viene posizionato dal microfonista: infatti, ci possono essere varie strategie per nasconderlo o sistemarlo al meglio.

### Microfono piezoelettrico

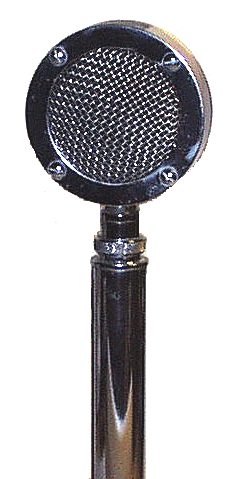
Microfono piezoelettrico

I microfoni piezoelettrici, detti anche a cristallo o al quarzo, sfruttano le proprietà dei materiali piezoelettrici, che reagiscono alle onde sonore generando un segnale elettrico. Tale tipologia di microfono è molto semplice dal punto di vista costruttivo ed economica; motivo per cui si è diffusa dagli anni '50 agli anni '70, prima della comparsa dei microfoni di tipo electret.
Ormai, vengono usati più raramente o per alcuni scopi specifici, tipo in alcuni pick-up per chitarra o altri strumenti simili.

### Radiomicrofoni
Il radiomicrofono è un microfono che trasmette il suo segnale tramite un collegamento radio, quindi senza fili. Oltre ad una normale capsula microfonica, incorpora un circuito trasmettitore in grado di modulare il segnale portante radio, per emetterlo, tramite una piccola antenna, verso il ricevitore posto vicino all'unità che si occupa dell'acquisizione del suono. Il ricevitore si occupa quindi di riconvertire il segnale radio, nel segnale elettrico microfonico originario che è stato trasmesso, per poi inviarlo all'acquisitore (mixer, preamplificatore, ecc). Esistono vari modelli creati appositamente, oppure è possibile trasformarne uno normale in un radiomicrofono, tramite un trasmettitore radio esterno, che in genere viene sistemato sul microfono stesso, oppure nelle immediate vicinanze della sorgente (alla cintura dell'oratore o del musicista, ecc).
Tali microfoni sono capaci di funzionare anche a varie decine di metri dal ricevitore, se non centinaia, soprattutto in ambienti privi di ostacoli (come pareti in muratura). Tuttavia, durante una performance c'è il rischio che si esaurisca la batteria o che altre fonti di onde radio interferiscano tra loro rovinando la comunicazione. Durante le conversioni del segnale microfonico al segnale radio e viceversa, è possibile perdere un po' di qualità del suono; per cui, in molti concerti e negli studi di registrazione, vengono solitamente preferiti i tradizionali microfoni col cavo. I radiomicrofoni a modulazione digitale, ottengono generalmente una qualità audio superiore a quelli a modulazione analogica, tanto che potrebbe essere paragonabile a quella di un collegamento via cavo, ma tutto dipende molto dalla qualità del progetto e realizzazione del sistema.
Il radiomicrofono in cui la capsula microfonica è separata dal resto del sistema, permette un utilizzo più mirato all'esigenza, e data la piccola dimensione della capsula, può essere appesa al colletto della camicia o al bavero del vestito di colui che parla o canta, oppure ad un archetto (o headset ) che, attraverso uno scheletro di plastica o di metallo, permette di avere la capsula microfonica perpendicolare alla direzione del suono emesso dalla bocca. Nei microfoni a spillo e ad archetto, il sistema di preamplificazione, conversione e trasmissione, si trova nel trasmettitore (bodypack ), un piccolo dispositivo che solitamente si tiene agganciato alla cintura, collegato alla capsula mediante un cavetto, per consentire all'utente la massima libertà di movimento, non essendo più necessario sorreggere il microfono con le mani.

## Caratteristiche tecniche

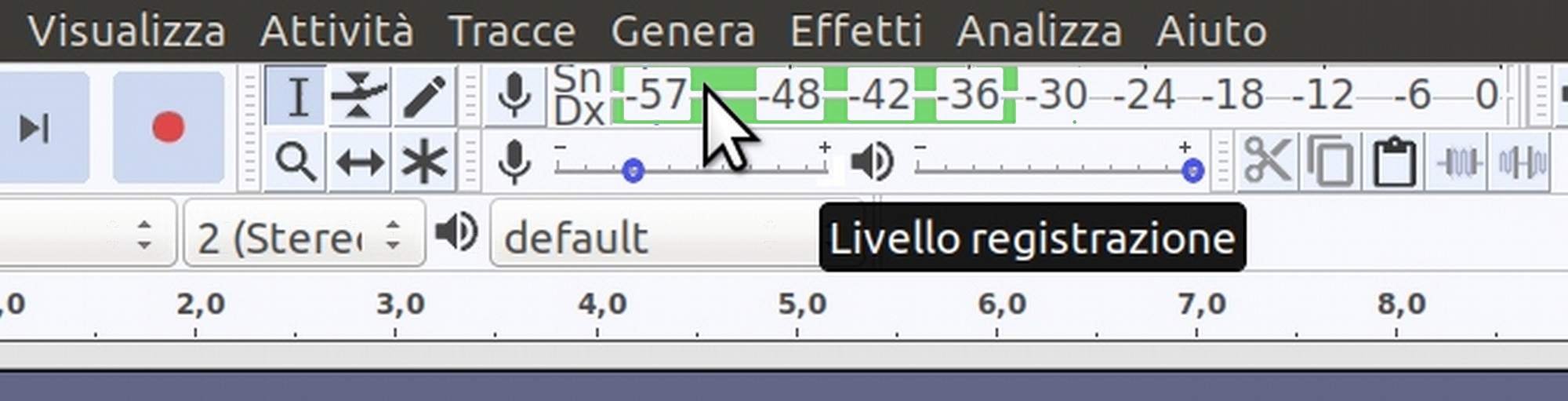
Livello di registrazione

Le principali caratteristiche tecniche dei microfoni sono: la figura polare (la diversa sensibilità di trasduzione in relazione alla direzione di provenienza del suono), la banda passante o risposta in frequenza, la dinamica, la sensibilità e l'impedenza. Poi, vi sono anche alcune caratteristiche psicoacustiche difficilmente classificabili in quanto più soggettive, come la trasparenza del suono, la risposta ai transienti, la selettività, la resa sulle armoniche, ecc.

### Figura polare dei microfoni
A seconda della direzionalità, i microfoni omnidirezionali sono trasduttori di pressione, mentre gli altri sono trasduttori a gradiente di pressione oppure una combinazione tra le due.
Figure polari comuni per i microfoni

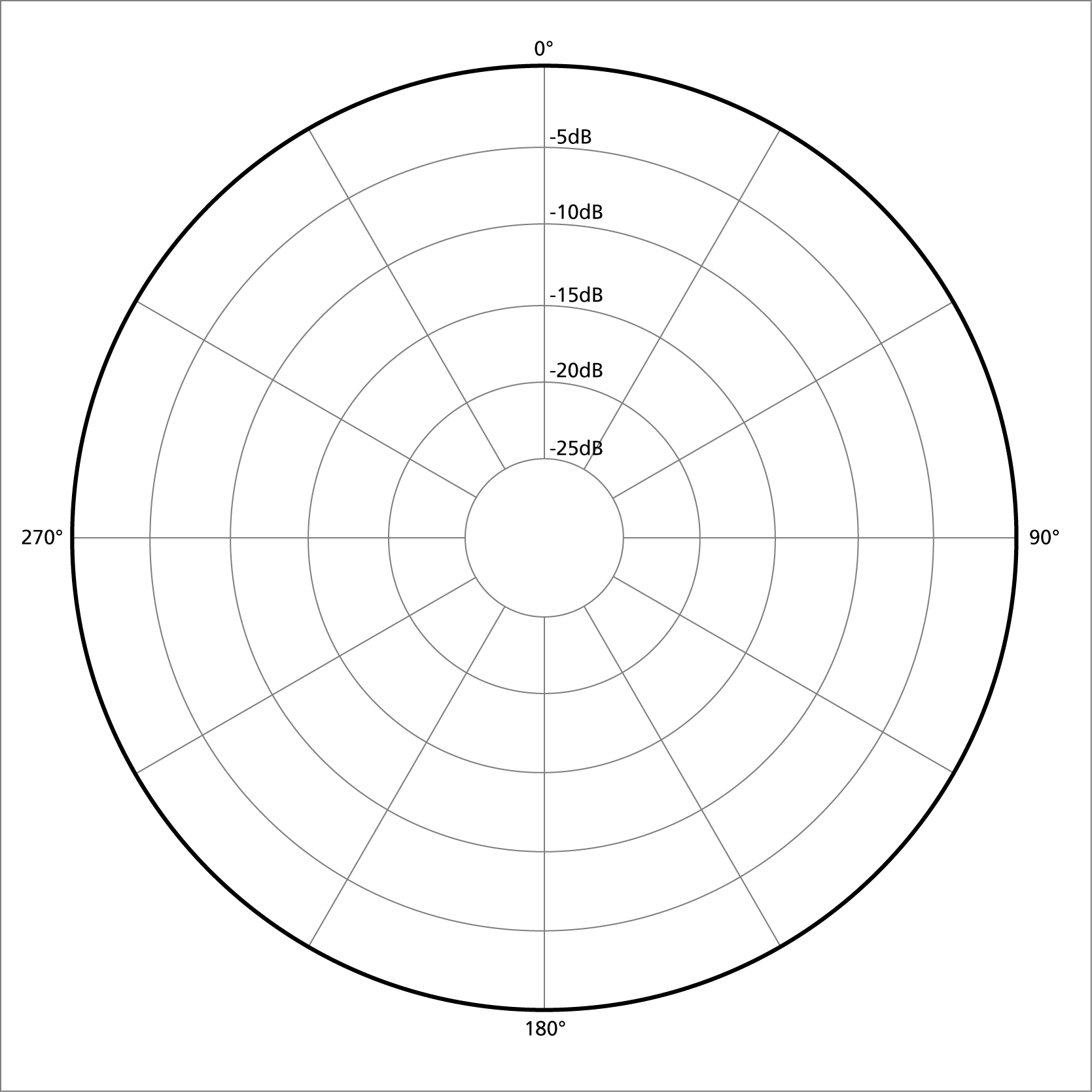
Omnidirezionale
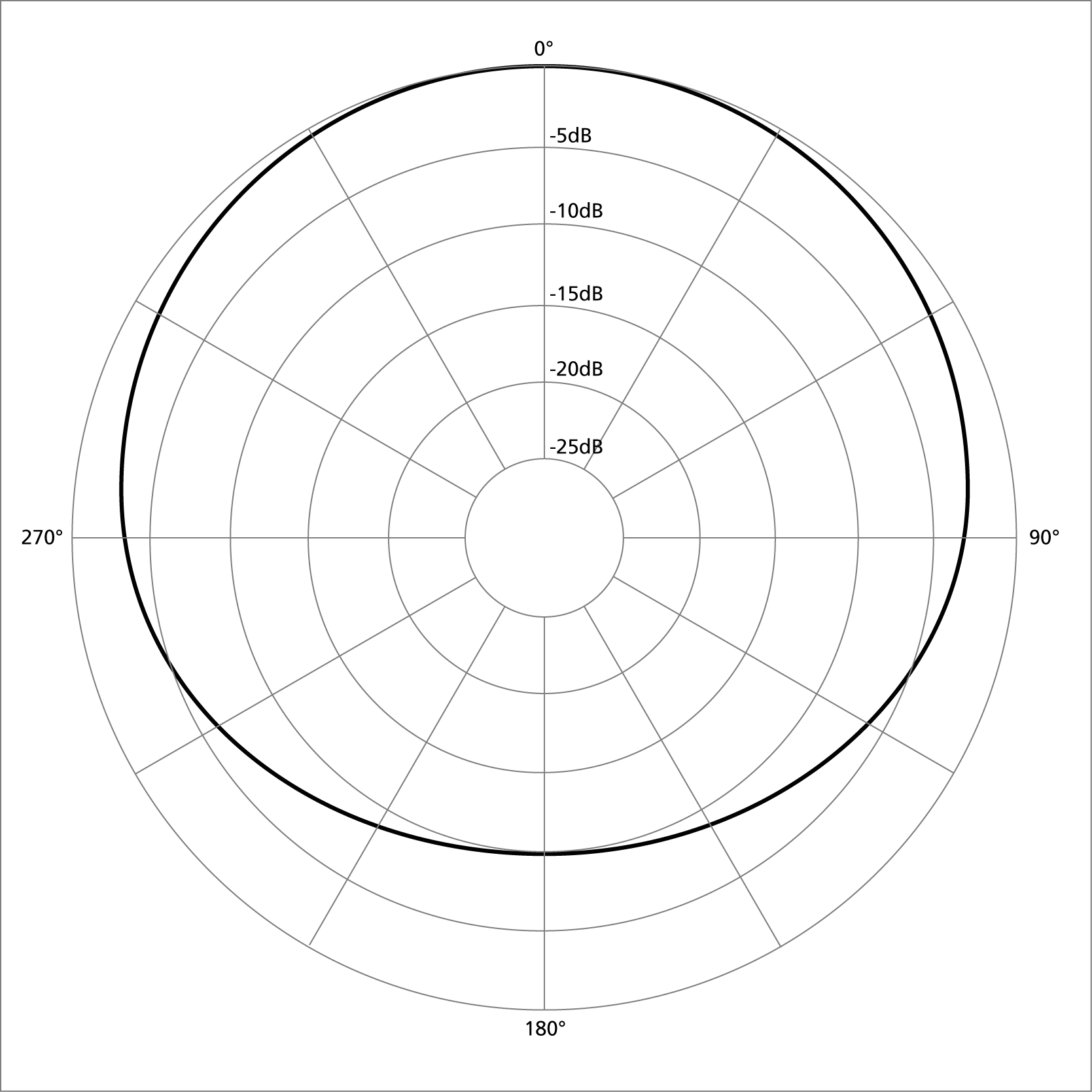
Subcardioide
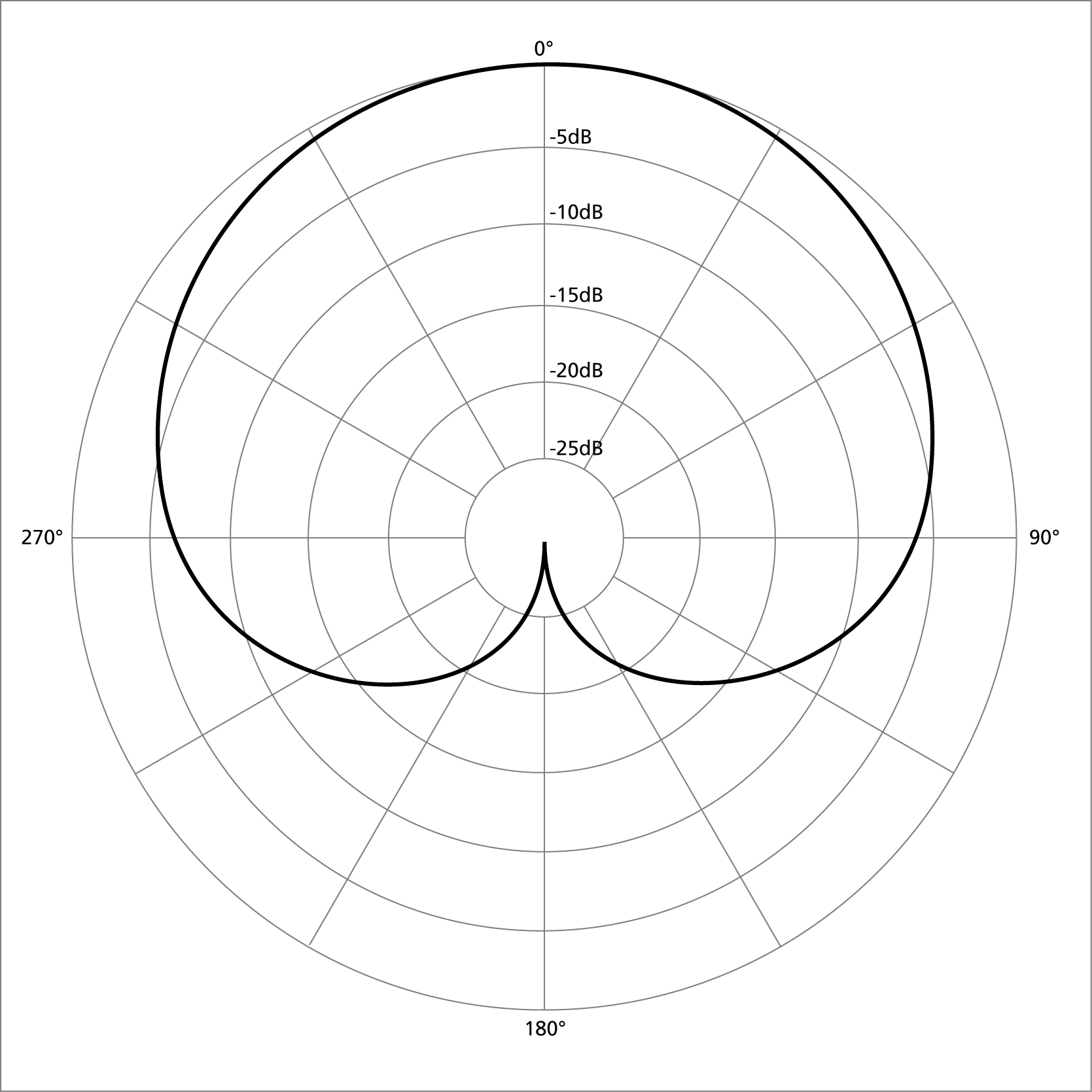
Cardioide
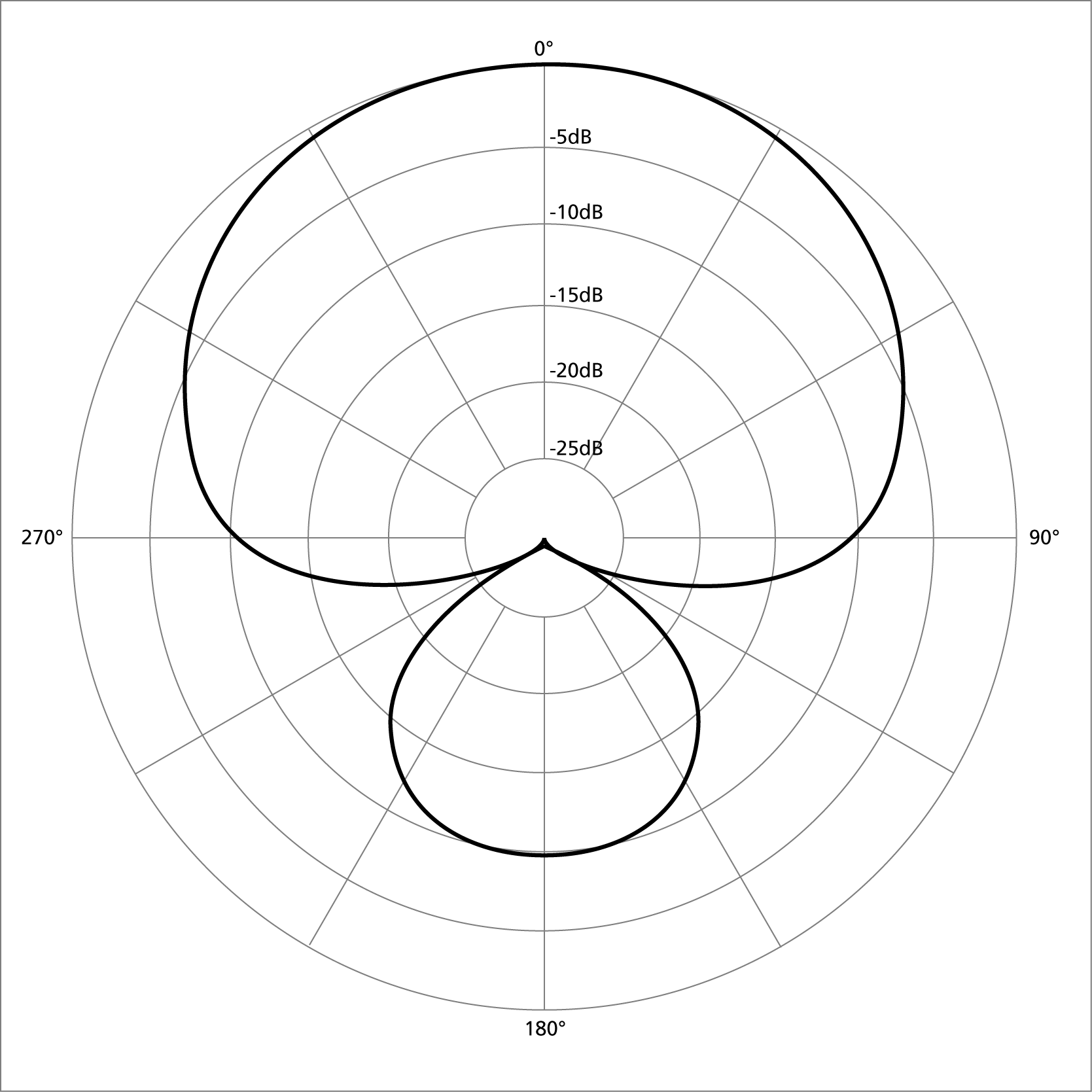
Supercardioide
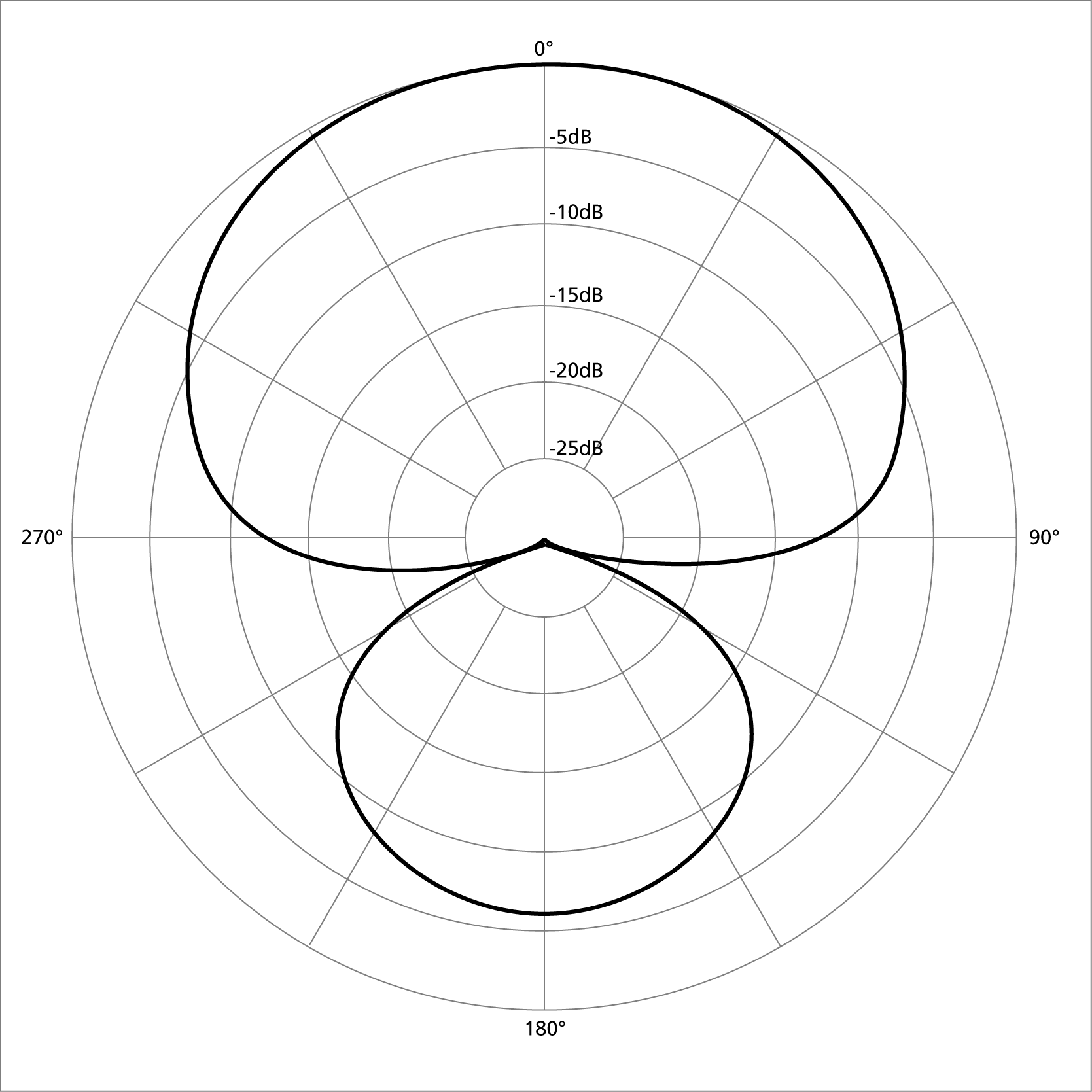
Ipercardioide
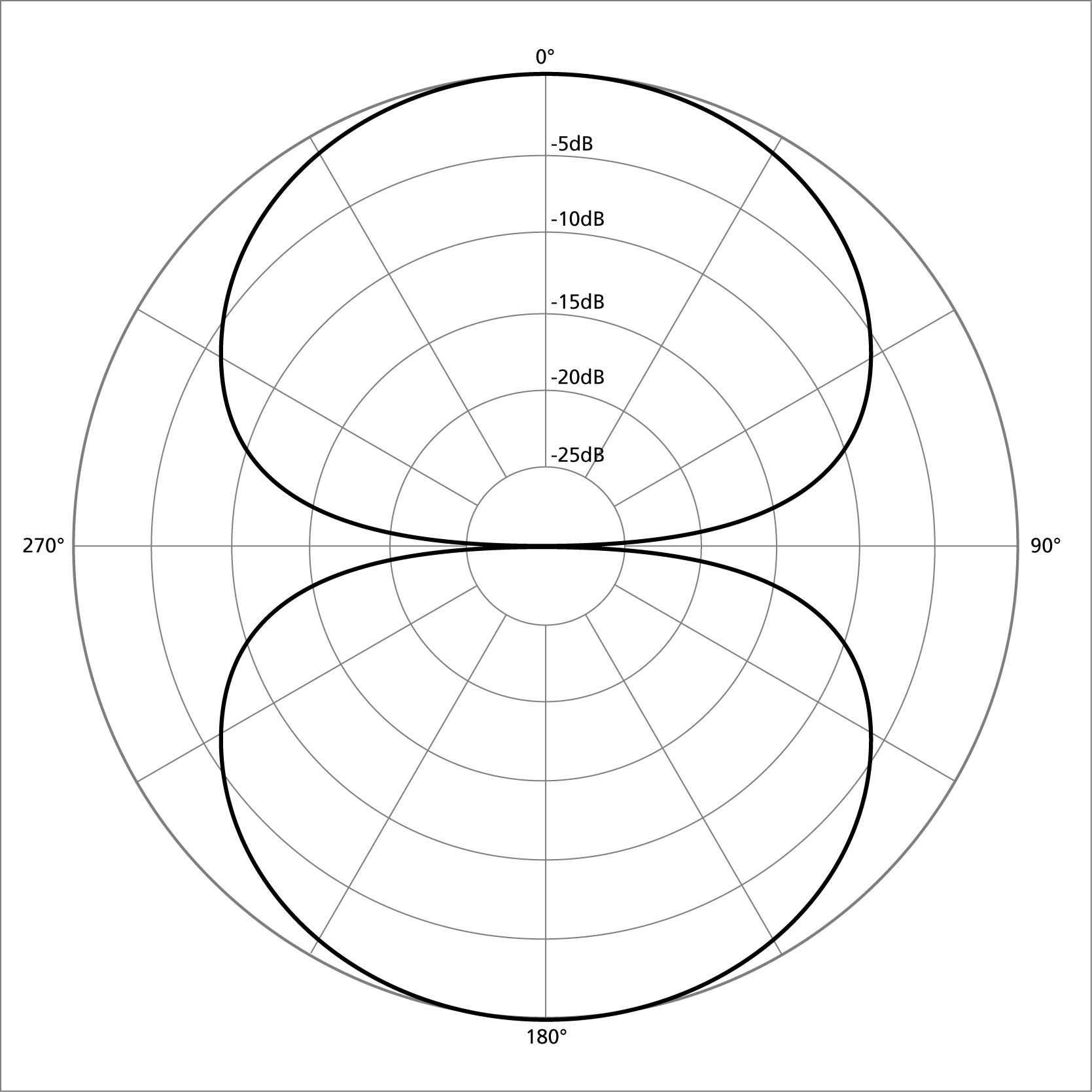
Bi-direzionale (Figura-8)
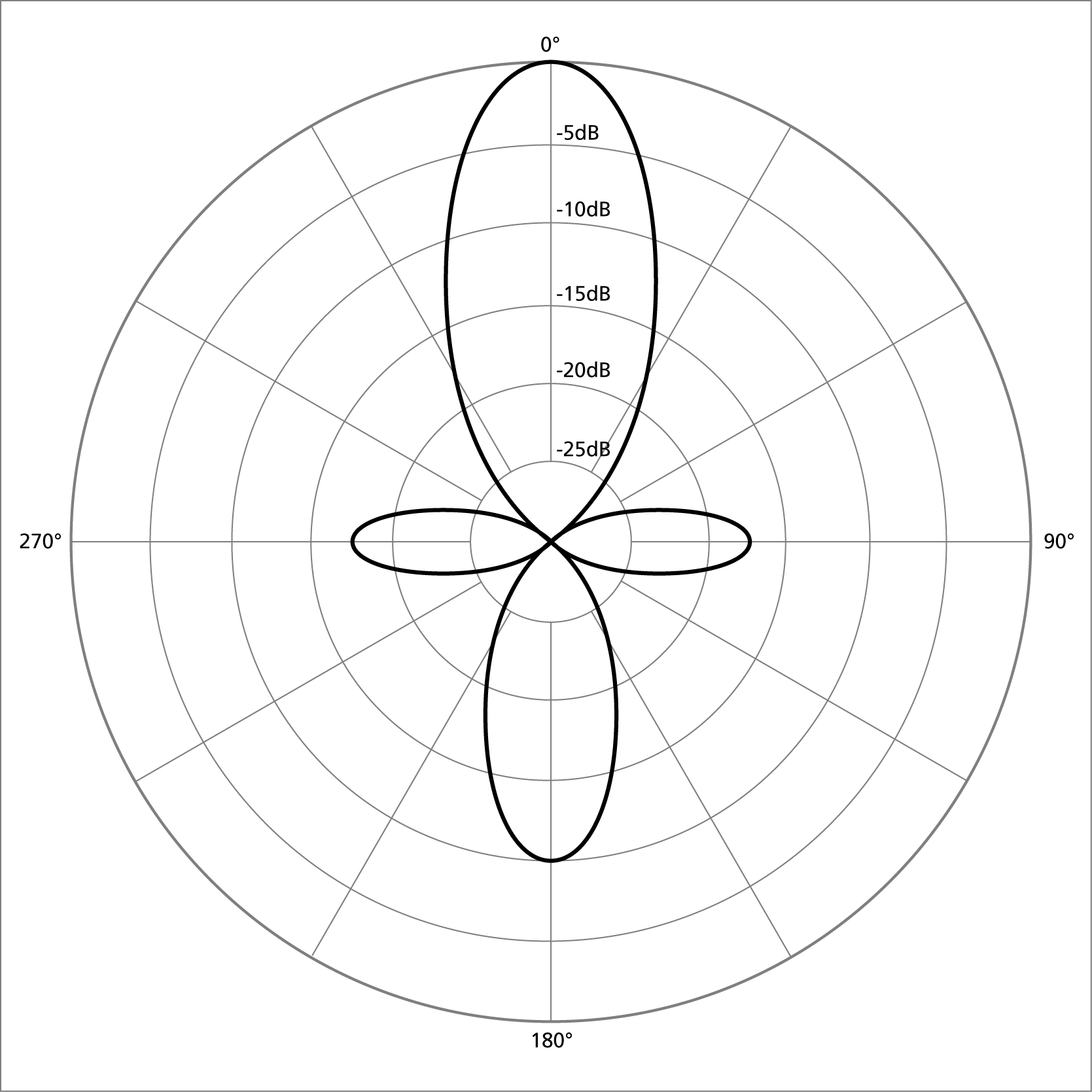
Direzionale (Mezzofucile)

Queste figure polari determinano il tipo di direzionalità del microfono, aiutando a discriminare il suono che si vuole campionare dal rumore ambientale; per esempio un microfono omnidirezionale catturerà il suono della voce e tutti i rumori ambientali, ed in alcuni casi il rumore sovrasterà la voce, mentre un microfono cardioide darà maggiore valore alla voce, isolandola parzialmente dal rumore circostante.

### Interfaccia digitale microfonica

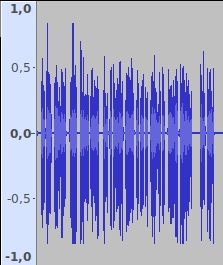
Curve corrette di registrazione audio

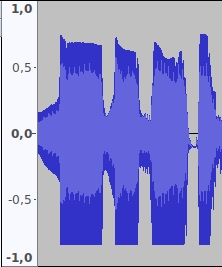
Curve scorrette di registrazione audio (clip)

Lo standard AES42, pubblicato dalla Audio Engineering Society, definisce una interfaccia digitale standard per i microfoni. Quelli conformi a questo standard emettono direttamente un segnale digitale dalla loro uscita con connettore XLR maschio, invece di un segnale analogico. I microfoni digitali possono essere usati solo con equipaggiamento che dispone di connessioni conformi allo standard AES42, oppure tramite l'utilizzo di una interfaccia adeguata di conversione. 
Vari microfoni di alta qualità, che operano in conformità con questo standard, sono già disponibili da alcuni produttori di microfoni. Lo scopo è quello di migliorare la ripresa sonora e ridurre i rumori captati sulle linee di trasmissione analogiche, digitalizzando il segnale fin dalla sorgente, specialmente negli impianti audio molto complessi. Tuttavia, per ora, il mercato dei microfoni "analogici", offre livelli qualitativi che difficilmente vorranno essere persi dagli “addetti ai lavori”.

### Preamplificazione
La preamplificazione del microfono dipende sia dalla tecnica costruttiva del microfono stesso, sia dalla distanza che separa il microfono dalla sorgente sonora da riprendere/registrare. Permette di adeguare il guadagno e correggere l'intensità del segnale all'ingresso della linea microfonica, migliorando la registrazione del suono e senza apportare disturbi significativi, per cui viene usato principalmente per evitare o minimizzare che il segnale sia rovinato dal rumore di trasmissione dello stesso; inoltre, la preamplificazione permette di correggere l'intensità del volume in base alla distanza (maggiore amplificazione al crescere della distanza), in quanto a seconda del tipo di posizionamento è necessario amplificare più o meno il volume per evitare che il microfono risulti “sordo”, e a volte permette anche di correggere l'equalizzazione del suono.
Le problematiche della preamplificazione sono principalmente causate dalla distanza tra il microfono e la sorgente sonora (voce o suoni specifici). Un esempio potrebbe essere, una voce umana acquisita tramite un microfono lavalier (distante dalla sorgente), in un'ampia sala allestita con impianto di amplificazione e diffusori acustici, nella quale si potrebbero innescare dei fischi indesiderabili, dovuti al rientro nel microfono del suono appena ripreso, il fenomeno è detto larsen o feedback; mentre il microfono ad archetto, naturalmente posizionato vicino alla bocca, ne è quasi immune. Invece, qualora il discorso venisse eseguito in una sala senza diffusori acustici, il microfono verrebbe investito solo dalla sorgente e non sarebbe possibile apprezzare la differenza tra le due tipologie di microfono.
I presentatori e gli oratori (o attori di teatro, ballerini-cantanti, ecc), che necessitano di avere le mani libere o che devono muoversi liberamente sul palcoscenico, utilizzano solitamente i microfoni ad archetto, mentre i cantanti continuano a preferire il microfono palmare (a gelato), per la sua timbrica particolare (effetto prossimità) e la possibilità di modulare la voce, creando effetti acustici, allontanandolo e avvicinandolo alla bocca.

## Accessori
Possono fare parte del sistema microfonico, a seconda del tipo: trasduttori meccanici ed elettrici, cavità di risonanza, tubi ad interferenza, filtri, sospensioni, alimentatori e amplificatori.

### Antivento microfonici

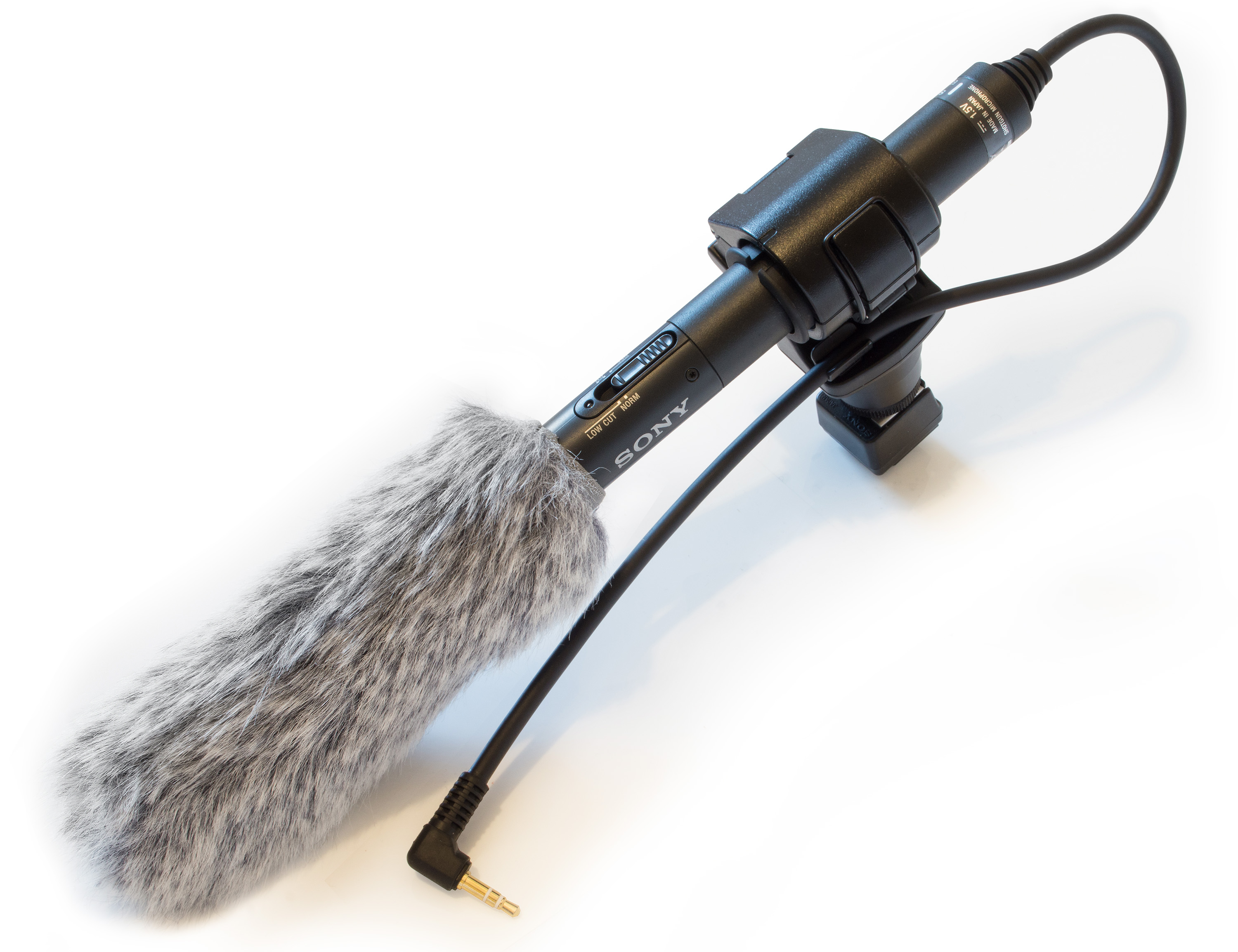
Esempio di microfono con antivento.

Gli antivento vengono utilizzati per proteggere i microfoni ed impedire che il suono della voce venga alterato dal vento o da consonanti occlusive (come 'P' e 'B'); in questo caso chiamati gergalmente "anti-pop". Molti microfoni hanno un antivento integrato costruito intorno al diaframma. Uno schermo in plastica viene mantenuto ad una certa distanza dal diaframma per schermarlo. Questa protezione offre una prima linea di difesa contro gli urti e il vento. Alcuni microfoni hanno uno strato addizionale di spugna per aumentare la protezione.